# São Miguel do Passa Quatro
São Miguel do Passa Quatro este un oraș în Goiás (GO), Brazilia.